# 鶴瓶上岡パペポTV
『鶴瓶・上岡パペポTV』（つるべ・かみおか パペポテレビ、英字表記:TSURUBE KAMIOKA PA-PE-PO TELEVISION）は、読売テレビ制作で、1987年4月15日未明から1998年4月1日未明まで放送されていたトーク番組である。番組は日本テレビをはじめ一部地域にもネットされていた。
本項目では後継番組として1998年7月8日未明から2000年3月26日未明まで放送されていた『LIVE PAPEPO 鶴+龍』（ライブパペポ つるとりゅう）についても記述する。

## 概要
笑福亭鶴瓶と上岡龍太郎の2人が、台本・打ち合わせ無しで60分間トークを行う。トーク内容は放送当時の時事問題から2人の身近な話題に至るまで様々であった。当初は関西ローカルの深夜番組であったが、その人気から日本テレビをはじめ各局でネットされ、大規模会場での番組イベントも多数行われた。本番組で上岡の知名度は大きく上がり、自身が東京進出するきっかけにもなった。
1998年3月で番組は一旦終了するが、その後収録体制を一新して同年7月から『LIVE PAPEPO 鶴+龍』とリニューアルして復活し、上岡が芸能界を引退する2000年3月まで番組は続けられた。
1988年2月4日（2月3日深夜）放送回は、第25回ギャラクシー賞・選奨を受賞している。

## 収録形式
番組は公開収録形式を取っており、第1回 - 第65回放送分（1988年7月9日）までは東天満の讀賣テレビ初代社屋で行われ、2代目社屋移転後の第66回放送分（1988年7月16日）からは主に讀賣テレビ本社第2スタジオ（収容約300名）を使用。新春スペシャルの収録や春休み、収録日が祝日に当たる場合等、観客の増加が見込まれる回の収録は通常のスタジオより大きい第1スタジオ（収容約600名）を使用していた。第1スタジオを使用する時の告知は番組内で「次回はちょっと大きいスタジオで収録します」というテロップが表示されており、通常収録ではオープニングで舞台向かって右側から登場するところを第1スタジオ収録回では向かって左側から登場することで識別できた（第1スタジオと第2・第3スタジオとでは入口の位置が逆であるため）。ただし1988年10月 - 1990年9月は第2スタジオを夕方の帯番組『ざまぁKANKAN!』が使用していたため、第3スタジオ（面積及び収容人数は第2スタジオと同じ）または第1スタジオを使用した。このほか生放送が「パペポシアター」開催時（1988年3月21日、後述）と500回記念（1997年4月5日）の2回行われ、1988年8月28日には読売テレビ開局30周年イベントの一つとして「鶴瓶上岡10000人のパペポTV大阪城ホールスペシャル」というタイトルの特番が生放送された。
公開収録も原則として事前申し込みが必要なく、予告された収録日に配布される入場整理券を入手すれば、自由に見学することが出来た。整理券の配布は番組開始当初収録日の夕方に配布されていたが、番組の人気から観覧希望者が多数集まるようになり、早朝から並ぶ観覧希望者が後を絶たなくなったため当日正午配布に繰り上げられ、その後更に朝9時半に繰り上げられた。ただし、1993年頃から出演者両名のスケジュールの都合により2本分のまとめ撮りとすることが徐々に増え、朝から並んで順番を待つことが出来ない社会人などの救済措置を兼ねて2本目は事前にはがき申込みをして抽選に当選した視聴者にだけ公開するパターンが定着していった。観客はカメラに映る前列は床に座り、後列はパイプ椅子が用意され、回によっては立ち見の客もいた。フラッシュを焚かない事を条件に写真撮影も可能だった。

## 放送時間
讀賣テレビでの開始当初（1987年4月 - 1988年3月）は水曜日未明0:50 - 1:45（火曜日深夜）の放送であったが、1988年4月からは土曜日未明1:10 - 2:05（金曜日深夜）に枠移動し、1995年3月まで続いた。その後、1:25 - 2:20放送（1995年4月 - 1997年3月）→1:40 - 2:35放送（1997年4月 - 9月）と変化し、最後の半年は再び水曜日未明（火曜日市深夜）の放送（1:40 - 2:35）に戻った。
日本テレビでの放送は、1988年10月のネット開始当初は火曜日未明 1:10 - 2:05（月曜日深夜）に放送されていた。最初の3回は「入門編」と称して過去の内容が放送されていた。そして、湾岸戦争時の影響による1990年12月から1991年6月までの放送休止時期を経て、番組のネットを再開した。ネット再開後は当初、火曜日未明　2:30 - 3:25（水曜日深夜）の放送となり、2ヵ月後元の曜日と時間帯に戻り、1994年10月に金曜日未明 1:40 - 2:35（木曜日深夜）に移動し、1995年4月には関西と同じ曜日で35分遅れの土曜日未明 2:15 -3:10（金曜日深夜）に移動し、番組終了まで続いた。なお最終回に限っては放送日の都合上、日本テレビでの放送が読売テレビよりも先行されたため、日本テレビでは最終回前週分は未放送となった。

## 番組スタイル
この番組は、読売テレビのディレクター（当時）の白岩久弥と構成の疋田哲夫が「笑福亭鶴瓶さんで番組を作ろう」と企画したのが始まりで、鶴瓶が共演相手に上岡龍太郎を指名して番組が始まることになった。しかし、肝心の番組内容がなかなか決まらず、結局「2人に決めてもらおう」ということで、1987年3月31日から4月3日の4日間、深夜に4回連続で放送されたパイロット版扱いとなる特番『鶴瓶上岡・激突夜話』（つるべ・かみおか げきとつよわ、「よわ」は「4話」とかけている）が組まれる。ここでの2人の会話が後のパペポTVのスタイルになっている。
タイトルが示すとおり、放送禁止用語も多く飛び出した。話が長くなる場合はその部分ごとカットされて、当初はブルーバックに「なんやかんやで〇分経過」「ちょっと早送り」というテロップを乗せた一枚画で凌いでいたが、やがて砂嵐の映像を1秒流して処理するようになった。また、1988年以降の1月1日早朝（編成上は12月31日深夜）には、『ゆく年くる年』や日本テレビ発の年越し番組終了後に、毎年必ず2～3時間ほどの新春スペシャルが放送されていた。新春スペシャルには、横山ノックがほぼ毎回ゲスト出演していた。さらに、1994年は「名作復活祭」、1995年は「リクエスト大会」、1996年以降は前年放送分の収録終了後（エンディングの挨拶の後）の放送には入らないトークをまとめた総集編も織り込まれていた。後述する「パペポシアター」開催期間中の1988年3月と1991年7月には、帯の総集編特番を編成している。
讀賣テレビ初代社屋で収録が行われていた時代、観客は基本的にカメラの後方で観覧することになっていた。そのため、番組のエンディングの際に、鶴瓶・上岡両名が通称「鶴瓶ダンス」をしながら番組セットからカメラの方へ飛び出したり（1987年7月14日放送分）、「浜寺の水練学校」をテーマにした即興漫才が行われた際に、鶴瓶がオチとして「後は任したー!」と叫びながらカメラの方へ泳ぐようにしてフレームアウト（1988年7月8日放送分）というような演出がたびたび行われていた。新社屋移転後は、観客が番組セットの目の前に座って観覧するようになったため、前述のようなことは一切無くなった。ただし例外として、第176回と第370回放送で無観客による収録が行われた際には、昔を懐かしむ形で前述の行為を再現していた。
また、番組開始当初は郵政省（現・日本郵政）が「郵便局」のクレジットで1社提供していたことから、番組の最終コーナーではゆうパックを使って近畿各県（のちに近畿以外のエリアからも）の郵便局から提供される「ふるさと小包プレゼント」を開催していたことがあり、そこで視聴者の感想文に答えていた。のちに郵政省筆頭の複数スポンサーとなってからも続いたが、1992年3月に郵政省がスポンサーを降板したため「ふるさと小包プレゼント」は廃止となるが、感想文紹介は行われ続けた。プレゼントの提供自体も続けられ、郵政省降板後は一時期筆頭スポンサーを務めていた中納言からの伊勢海老と食事券のセット（1992年4月 - 12月）、番組特製時計（1993年1月 - 3月）、番組特製テレホンカード（1994年4月 - 1997年12月）と変わっている。

### 番組企画・イベント

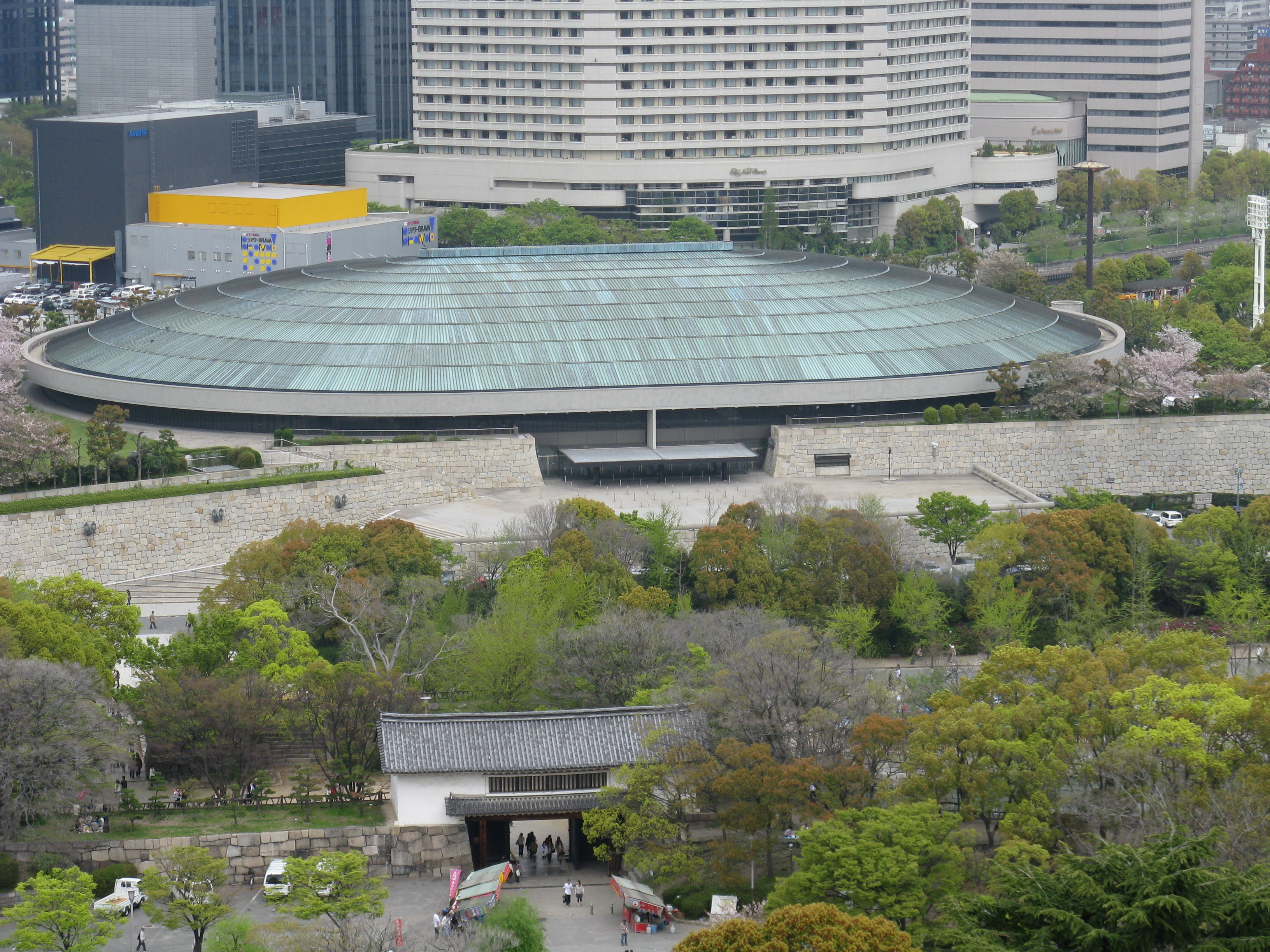
1989年10月と1992年5月に公開収録を行った大阪城ホール

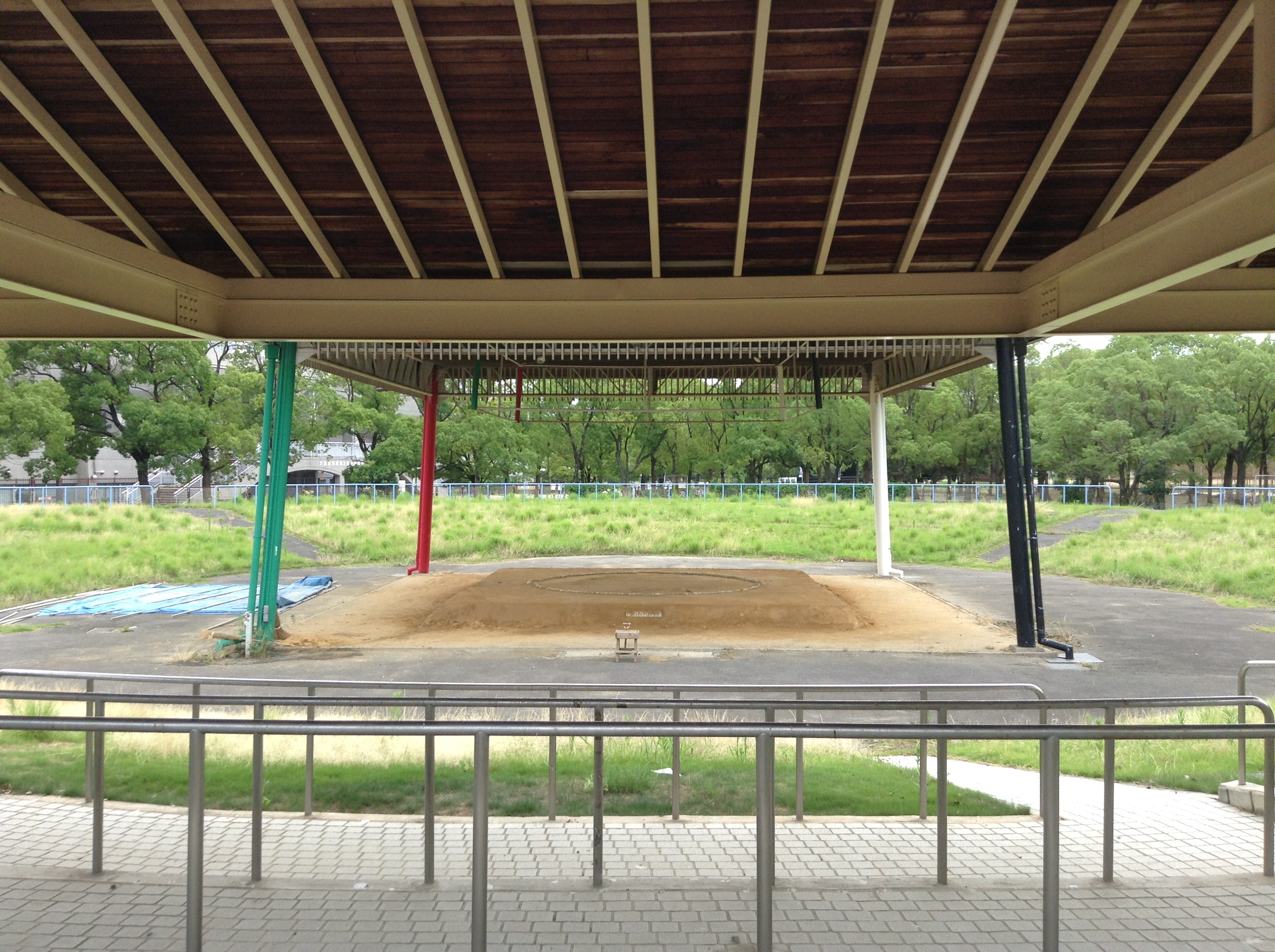
1990年3月25日に「嵐の春場所」を行った長居公園（大阪市東住吉区）内の相撲場

大阪・梅田のダイヤモンドプラザで開催した「パペポシアター」を嚆矢として、大阪城ホールで2回、日本武道館・ニューヨークでもトーク・イベントを開催した。
1992年に大阪城ホールと武道館で開催した際にはイベントタイトルが「PAPEPO JAPAN TOUR」（パペポ・ジャパンツアー）と題され、武道館開催分に関してはネット受けしていた日本テレビが主催としてクレジットされた。
なお、各イベントは原則テレビ放送しないことを前提としており、イベントの様子は記録用に撮影されたものや視聴者から提供されたビデオカメラの映像が番組スペシャルで、ニューヨークのイベントは上記の映像と共に本番組について取り上げた『スーパーテレビ情報最前線』の中で一部が放送されたのみとなった。
このうち「パペポシアター」については、開催3日目のトークを収録した音源が、冊子付きのカセットブックとして東芝EMIから発売されている（後述）。
さらに1990年3月25日、番組で「2人が相撲をとったらどちらが勝つ?」という話から「嵐の春場所」と称し長居公園でイベントを開催し2万人を集め（近くの木やフェンスなどによじ登ってまで観覧した者もいた）、客の押し合いで5人が怪我するというハプニングもあった。なお、この勝敗は収録で東京に行った上岡の代理で弟子のテントが、鶴瓶に5回とも倒されている。同日に行われた大相撲大阪場所の千秋楽よりも人が入ったという。
また、1989年には番組の人気を反映してポスターを制作したことがあり、鶴瓶・上岡両名が上半身は燕尾服姿も下半身丸出し（当然モザイク処理されている）で写っており、糸井重里が考案した「見てるあんたも同罪じゃ。」というキャッチコピーがつけられた異例のビジュアルであった。ポスターは番組最後でハガキが読まれた視聴者にプレゼントされたほか、大阪城ホール公演での売店および番組あてに郵送で購入申し込みを行うことで入手することができた。

### 特殊な放送例
公開録画が原則の番組であったが、収録当日のトラブルや意図的な理由などで、観客を入れずに放送した回が7回あった。
1回目（1989年10月7日放送）
この回は大阪城ホール公演（1989年10月3日）のアンコール終了後に大阪城ホール内の楽屋にて収録された。オープニングは公演のアンコールが終わるところからスタート。舞台から引き上げてくる2人が楽屋に向かうところを舞台裏で待機したカメラが追い（このとき舞台は映らない）、楽屋に用意された椅子に着席してトークが始まった。
2回目（1990年9月22日放送）
収録時に近畿地方を台風が直撃したため、収録直前に観客を帰らせた。エンディングでは当日来ていた観客へのお詫びの文が表示されている。
3回目（1990年10月20日放送）
観客なしの放送が新鮮であったため、もう一度やってみたいという鶴瓶・上岡の申し出による。なお、この回では特別に、普段ではコマーシャルのためにカットされる部分のトークが放送された。
4回目（1991年7月13日放送）
新橋演舞場での収録回。鶴瓶が1か月間にわたる東京での松竹新喜劇公演に出演したため、讀賣テレビでの収録ができないことによる措置（直前の放送分は新喜劇公演前に撮り溜めしたものを放送）。新橋演舞場の舞台上にて、松竹新喜劇のセットを背景にして収録された。この回は観覧募集はなく、客席には松竹新喜劇の座員はいたが、一般客はいなかった。
5回目（1994年8月27日放送）
2本撮りの予定であった日に、鶴瓶が食中毒で倒れて出演できなくなり、上岡が1人で出演して1時間喋った回があった。この影響で、その日は1本しか収録が出来ず（1本目に入場する先着順の観客に加えて、2本目に入場するハガキ抽選の観客も急遽スタジオに入れての収録となった）、その翌々週も2本撮りのスケジュールが組まれていたため、翌々週が3本撮りに変更された。しかし3本目の収録が夜遅くになるため、家に帰れなくなる人が出てしまうおそれがあるという問題が発生し、3本目の収録が無観客で行われることとなった。なお、この放送のオープニングトークで、上岡がちょっとしたことで笑う番組スタッフに対し、「我慢するとか、遠慮するとか、空気を考えるとか、周りのムードを読むっちゅうことがでけんのか、お前には！」と本気で激怒した。スタッフの笑い声が入るような、いわゆる「内輪だけの笑い」は、視聴者が見ていて一番不快で面白くないというのが理由であった。
6回目（1995年1月28日放送）
阪神・淡路大震災（兵庫県南部地震）の影響によるもの。俗に言う「怒りのパペポ」。27日放送分（23日収録）は、阪神・淡路大震災直後で「笑わすことができない」ということで二人だけの収録となった。兵庫県在住の被災者（鶴瓶）として、またはテレビを見ていたもの（上岡）として、後手に回り人間的かつ柔軟な対応ができない縦割り行政や、人間としての資質を疑うような言動をするマスメディア（特にテレビ）への怒りを露わにした。なお、オープニングテーマもエンディングテーマも流れず、放映の最後には同系列のチャリティー番組『24時間テレビ 「愛は地球を救う」』への批判まで出ており、後に「24時間テレビ緊急募金」が誕生するきっかけにもなった。
7回目（1997年4月5日放送）
500回を記念して生放送で行われた。この放送の終盤で上岡が鶴瓶を唆し、生放送であるにもかかわらず放送禁止用語「おめこ」（女性器を意味する大阪弁）を鶴瓶が放送終了直前に言ってしまった。ただし日本テレビを始め、同時ネットされていない局では、その部分だけを自主規制音で被せて放送した。翌々週の放送（翌週の放送分は500回記念生放送前に収録されたため）で、鶴瓶はその発言に対し謝罪した。なお、読売テレビなど同時ネット局は劇空間プロ野球の中継延長で野球中継終了後の編成が20分ずつ後ろ倒しになったため、パペポも2:00スタートになり、2:00 - 2:55での放送となった。
なお通常の放送では、オープニングから最初のCMまでの間とCM明けの座りトークの冒頭約2分間、そしてエンディングの場面でBGMが挿入されるが、無観客の回に限り全編BGMなし（2、3、6回目）、またはオープニングのみ挿入（5、7回目）という形で放送された。

## 主なスタッフ
構成
- 疋田哲夫
- 鹿児島俊光（番組初期）
- 藤本多賀雄（番組初期、後期）

プロデューサー（1993年1月まで1人、1993年2月より2人体制）
- 岡島英次（番組開始 - 1990年7月）
- 池田智（1990年8月 - 1992年9月・1993年2月 - 1996年7月）
- 白岩久弥（1992年10月 - 番組終了まで）
- 西村良雄（1996年7月 - 1997年2月）
- 松下泰紀（1997年2月 - 番組終了まで）

ディレクター（1991年1月までおよび1993年1月 - 3月は1人、1991年2月 - 1992年12月および1993年4月以降は2人体制）
- 白岩久弥（番組開始 - 1992年12月、1993年4月 - 1996年4月。1991年2月よりチーフディレクター。1992年10月以降はプロデューサーを兼務）
- 武野一起（1991年2月 - 1993年3月。番組開始から1991年1月まではADとしてエンドロールに表記されていた）
- 高津英泰（1993年4月 - 番組終了まで。1996年5月よりチーフディレクター）
- 内海博久（1996年5月 - 1997年6月）
- 西川義嗣（1997年7月 - 番組終了まで）

## テーマ曲とセット
テーマ曲は番組開始～提供までの立ちトークの間とエンドロール時に使用。立ちトークがいつ終わるかわからないため、エンドレスに加工して使用していた。選曲はすべて白岩プロデューサーが行い、番組の雰囲気に合う最新洋楽ナンバーを中心に選曲されていたが、一部例外として邦楽の英語詞ヴァージョンや、CD化されて再発売されたクラシックヒットナンバーの中から選曲されたケースもあった。
1代目セット時代（1987年4月 - 1989年3月）
正面背後にピンクの大砲を配置した、当番組の象徴ともいえるセット。関西ローカル時代に作られたもので、最もシンプルな雰囲気の造りであった。
- INFIDELITY（SIMPLY RED）

- これとは別に、番組初回の1987年4月22日にはオープニングトークの前に「China Junk」（窪田宏）を流していた。

- GONNA GET YOU（マイケル・フォーチュナティ）

- これとは別に、1987年7月頃、番組オープニングトークの前に「LIVING IN A BOX」（リヴィング・イン・ア・ボックス）のMVを流す回が数回あった。

- I HEARD A RUMOR（バナナラマ）
- LOVE IN THE FIRST DEGREE（バナナラマ）
- MONKEY SHOP（PRESET）

（LIVE PAPEPO 鶴+龍、最終回のエンディングにも使用。）
(1988年4月15日〜5月27日)
- Powerful Pair's Pop T.V.（田中一郎）アルバム「Hobo」

(1988年6月3日〜7月22日)
- I MISS YOU（カイリー・ミノーグ）

(1988年7月29日〜11月11日)
- TWO HEARTS（フィル・コリンズ）

(1988年11月18日〜1989年3月10日)
2代目セット時代（1989年3月 - 1991年7月）
全国ネット化から半年後、100回目の放送を機に、セットの模様替えを実施。1代目セットをベースに、「PAPEPO」の文字の電飾看板を配置するなどグレードアップしたもの。ピンクの大砲は舞台向かって左側奥に移設された。
- HE AIN'T NO COMPETITION（BROTHER BEYOND）

(1989年3月17日〜6月2日)
- IF I DON'T HAVE YOU（ジェイソン・ドノヴァン）

(1989年6月9日〜1990年6月15日)
- CAN'T DENY A BROKEN HEART（ANNICA）

(1990年6月22日〜1991年5月17日)
- SECRET LOVE（ビージーズ）

(1991年5月24日〜7月19日)
3代目セット時代（1991年8月 - 1993年5月）
全面模様替え。より大きな「PAPEPO」の文字の電飾や、背景ホリゾントに回転する「PAPEPO」の文字を映し出すライトを配置。茶色系配色を中心としたセットで、舞台背景全面に電飾を使用していた。
- WHEN THE LIGHTS GO OUT（GERARDO）

(1991年8月2日〜11月1日)
- GIVE ME JUST A LITTLE MORE TIME（MIC MURPHY）

(1991年11月8日〜1992年1月31日)
- ADDAMS GROOVE（ハマー）

(1992年2月7日〜28日)
- CHIC MYSTIQUE（シック）

(1992年3月6日〜5月29日)
- TAKE MY ADVICE（KIM SIMS）

(1992年6月5日〜8月28日)
- GET LOVE～ENGLISH VERSION（横山輝一）

(1992年9月4日〜1993年1月15日)
- FULL TERM LOVE～Club Mix Edit（MONIE LOVE）

(1993年1月22日〜5月28日)
4代目セット時代（1993年6月 - 1995年12月）
回転する「PAPEPO」の文字のライトを除いて、全面模様替え。巨大な本や文具、スタンドなどを模したセットが置かれた机の上、背景は橋や高層ビルの町並みをイメージして造られたセットが用意された。
- TWENTY-FIVE HOURS A DAY（THE HOOTERS）

(1993年6月4日〜10月1日)
- TUESDAY MORNING（THE POGUES）

(1993年10月8日〜1994年2月25日)
- I ONLY WANT TO BE WITH YOU（BLIDGETTE WILSON）※オープニングのみ
- STAY（ETERNAL）※エンディングのみ

(1994年3月4日〜5月27日)
- GIVE IT UP（CUT'N'MOVE）

(1994年6月3日〜8月26日)
- SWEETS FOR MY SWEET（C.J.LEWIS）

(1994年9月2日〜1994年12月23日)
- DAYDREAM BELIEVER（THE MONKEES）

(1995年1月13日〜4月21日)
- WON'T WALK AWAY（NELSON）

(1995年4月28日〜8月4日)
- TOTAL ECLIPSE OF THE HEART～ボーナストラックREMIX（NICKY FRENCH）

(1995年8月18日〜9月29日)
- I'LL BE THERE FOR YOU（THE REMBRANDTS）

(1995年10月6日〜12月22日、1996年1月12日)
5代目セット時代（1996年1月 - 1997年9月）
4代目セットをベースに、より派手な電飾を施したセット。机の上を模した舞台は変わらず、「TK」の文字の形をした電飾ミラー、アーチ状の建物、受話器を天井から吊り下げたピンク色の巨大な電話のセットなどを配置。PAPEPOの文字の形をした謎の生物6体がペンキを塗ったりこぼしたりしている様子などを表現していた。
- DUB-I-DUB（Me&My）

(1996年1月1日、1996年1月19日〜4月26日)
- THE RIGHT TIME～ディスコバージョン（ザ・コアーズ）

(1996年5月3日〜7月26日)
- LAST NIGHT（C.J.LEWIS）

(1996年8月2日〜11月1日)
- SOONER OR LATER（THE GRASS ROOTS）

(1996年11月8日〜12月20日、1997年1月10日〜1月31日)
- RING A LING（TIGGY）

(1997年1月1日、2月7日〜5月2日)
- MY OH MY（アクア）

(1997年5月9日〜10月3日)
6代目セット時代（1997年10月 - 1998年3月）
全面模様替え。これまでの派手な電飾路線から一転して、砂漠を背景にした西部風の落ち着いたイメージのセットに変更され、舞台下手側には2階席も設置されたが、僅か半年後に番組が終了することとなった。
- UNTOUCHABLE（RIALTO）

(1997年10月7日〜1998年1月1日)
- WHAM BAM（THE SCARLET）

(1998年1月13日〜3月31日)

## ネット局
番組はローカルセールスのため讀賣テレビは上記スポンサー、それ以外の局はノンスポンサーか独自にスポンサーをつけていたかに分かれていた。地方局での放送は途中でネットが打ち切られたり、逆に開始された局もあり、中には東海地区の中京テレビなど、途中で一度打ち切られた後しばらくしてからネットを再開した地域もあった。
- 読売テレビ（制作局）
- 札幌テレビ
- 青森放送
- ミヤギテレビ
- 福島中央テレビ
  - 1991年4月5日[4] - 1993年9月27日[5]まで。
  - 1993年3月26日[6]までは金曜1:10 - 2:05、1993年4月5日[7]からは月曜1:10 - 2:05。
- 日本テレビ
  - 1988年10月11日から
- 山梨放送
- テレビ新潟
- 静岡第一テレビ
- 北日本放送
  - 1990年4月3日 - 1995年9月12日まで[8]。
  - 初回は火曜 1:25 - 2:20であったが、4月10日以降は火曜 0:55 - 1:50。
- テレビ金沢
  - 開局当初は日本テレビ同様火曜日未明 1:10 - 2:05（月曜日深夜）の放送[9]。のちに土曜日朝 9:30 - 10:25、1997年4月1日からは火曜朝 10:30 - 11:25に移動[10]。
- 中京テレビ
  - 自社制作枠『Club26』で全国のローカル番組の一つとして紹介後、正式なレギュラー番組として放送開始。
- 西日本放送
  - 1988年10月8日から、当初は土曜 1:25 - 2:20（金曜深夜）枠で読売テレビと同時ネット[11]。
- 広島テレビ
  - 1988年10月8日から、当初は土曜 1:25 - 2:20（金曜深夜）枠で読売テレビと同時ネット[11]。
- 山口放送
  - 1993年10月4日から[要出典]。1993年9月まで同じく上岡が出演する｢探偵!ナイトスクープ｣を放送していたが、山口朝日放送開局により移行したためそれに代わる番組として放送開始。
- 福岡放送
  - 1989年4月2日から
- くまもと県民テレビ
- 他

なお、1991年8月に発売したテーマ曲のCDジャケットには「全国17局ネット」と書かれているが、途中から開始したり・打ち切られるネット局はあったものの、おおむね15 - 20局でネットされていたと考えられる。

## LIVE PAPEPO 鶴+龍
番組プロデューサーの白岩久弥が吉本興業系の番組制作会社「ワイズビジョン」へ出向することとなったため、「パペポTV」は1998年3月で一旦終了するが、3ヵ月後の同年7月8日から、パペポの作家である疋田哲夫と末期に白岩と共同でプロデューサーを担当していた松下泰紀を中心とした布陣で、収録体制を一新した新番組『LIVE PAPEPO 鶴+龍』を開始し、30分番組として復活した。
放送時間は当初水曜未明 0:50 - 1:20（火曜深夜）で、1999年4月から『DO-YA』枠の日曜未明 0:55 - 1:25（土曜深夜）に枠移動した。関東・日本テレビでは「パペポTV」と同じ土曜未明 2:15 - 2:45（金曜深夜）の枠で放送された。なお、パペポTVをネットしていた局がすべてこちらもネットした訳ではなかった。
こちらはスタジオではなく全国各地の観光地などでのゲリラ的収録を敢行した（ただ「いつ、どこで収録します」という告知は番組終わりでなされていた）。収録会場は主に京阪神地区の中から選ばれ、1回で2本分（60分）収録するスタイルが基本となっていたが、数回に1回の割合で関東や中部など、番組が放送されているその他地域への遠征も行われていた。また、ごく稀に3週に分けて放送された回もあった。

### 上岡の芸能界引退とシリーズの終焉
2000年3月26日、上岡の芸能界引退に伴い最終回を迎えた。最終回は読売テレビ本社第1スタジオに初代セットを再現し、「パペポTV」当時の収録スタイルで番組を進行。収録を見に訪れたファンの人数は第1スタジオの収容人数である約600人を大幅に超える1000人超にものぼったため、急遽第2スタジオとロビーにライブビューイング席を設けて対応した。収録途中にゲストとして島田紳助が登場。その後、『痛快!明石家電視台』（毎日放送）の収録を終えた明石家さんま、間寛平、村上ショージも花束を持って駆けつけ、120分のスペシャル版として放送された（実際は収録開始前に上映された『パペポTV』時代のトークの総集編と最終回のオープニングトークで構成された30分の「第一部」と本編部分のみで構成された90分の「第二部」の二部構成で、一部と二部の間には中断番組として12分間『読売新聞は～い朝刊』（日本テレビ制作）が挿入された。そのため、日本テレビを含むネット局では30分に編集し直した短縮版が放送された）。これをもって『パペポ』シリーズは13年の歴史に幕を下ろした。

### 関西地区以外のロケ地、遠征先
- 金森ホール（北海道函館市）
- 鼓童けいこ場（新潟県佐渡市）
- ヴェルファーレ（東京都港区六本木）
- 東洋館（東京都台東区浅草）
- 横浜中華街・聘珍樓（神奈川県横浜市中区）
- 大須演芸場（愛知県名古屋市中区）
- 琴参閣（香川県仲多度郡琴平町）
- みろくの里（広島県福山市・沼隈半島）
- 嘉穂劇場（福岡県飯塚市）
- アメリカ合衆国ハワイ州・マウイ島
  - マリオットリゾート
  - さとうきび列車
  - ラハイナ駅（マラソンツアーに帯同）

### スタッフ
- 構成：疋田哲夫、藤本多賀雄
- ディレクター：前西和成、新宅淳、小金澤ゆき
- プロデューサー：荻原武博、佐藤恭仁子
- チーフプロデューサー：松下泰紀→松本芳久
- 協力：リバーボトル
- 制作協力：松竹芸能、上岡プロモーション

## カセットブック
- 笑福亭鶴瓶・上岡龍太郎『鶴瓶上岡パペポTV カセットBOOK』（東芝EMI、1988年6月10日、ZT25-5223）

鶴瓶上岡パペポTVイベント、「パペポシアター」1988年3月23日分のトーク音源（A面46'00"、B面44'44"）と、別冊付録「すぐに役立つ"裏パペポ"」54頁。